# Дялу-Крішулуй
Дялу-Крішулуй (рум. Dealu Crișului) — село у повіті Алба в Румунії. Входить до складу комуни Аврам-Янку.
Село розташоване на відстані 330 км на північний захід від Бухареста, 63 км на північний захід від Алба-Юлії, 75 км на південний захід від Клуж-Напоки, 139 км на північний схід від Тімішоари.

## Населення
За даними перепису населення 2002 року у селі проживали 7 осіб, усі — румуни. Усі жителі села рідною мовою назвали румунську.